# Cuesta Blanca, Querétaro Arteaga
Cuesta Blanca är en ort i Mexiko.   Den ligger i kommunen Pinal de Amoles och delstaten Querétaro Arteaga, i den centrala delen av landet, 200 km norr om huvudstaden Mexico City. Cuesta Blanca ligger 1 507 meter över havet och antalet invånare är 114.
Terrängen runt Cuesta Blanca är kuperad österut, men västerut är den bergig. Runt Cuesta Blanca är det ganska tätbefolkat, med 52 invånare per kvadratkilometer. Närmaste större samhälle är Jalpan, 12,6 km öster om Cuesta Blanca. I omgivningarna runt Cuesta Blanca växer i huvudsak blandskog.